# Tom & Jerry: Hunting High and Low
Tom & Jerry: Hunting High and Low, presentato anche solo come Tom & Jerry, è il primo videogioco tratto ufficialmente dalla serie d'animazione Tom & Jerry, pubblicato nel 1989 per gli home computer Amiga, Amstrad CPC, Atari ST, Commodore 64 e ZX Spectrum dall'etichetta tedesca Magic Bytes. La conversione per MSX uscì soltanto in spagnolo, edita dalla Erbe Software.
Poco tempo dopo, sempre nel 1989, la Magic Bytes pubblicò Tom & Jerry 2, per le stesse piattaforme del precedente tranne l'MSX. Più che di un vero seguito, si tratta di un aggiornamento, con lo stesso gameplay e scenari modificati; nella schermata introduttiva il titolo rimane Tom & Jerry.
Entrambi i capitoli ricevettero prevalentemente recensioni negative o medie dalla stampa contemporanea, in tutte le versioni.

## Modalità di gioco
Il giocatore controlla Jerry e deve prendere tutti i pezzi di formaggio sparsi all'interno di una casa composta da cinque grandi stanze, entro un tempo limite. Ogni stanza è un ambiente bidimensionale a scorrimento orizzontale, con piattaforme costituite dal mobilio; lo scorrimento è graduale solo nelle versioni Amiga e Commodore 64, mentre nelle altre avviene a scatti. Jerry può camminare a destra e sinistra sul pavimento o sui ripiani e saltare.
Nelle stanze l'unico avversario da evitare è Tom. Mentre Jerry può essere bloccato da molti ostacoli dello sfondo, Tom cammina liberamente sul pavimento in primo piano e può saltare per far cadere Jerry, ma non può stare sulle piattaforme. Se Tom riesce ad afferrare Jerry a terra, si perdono 30 secondi del tempo a disposizione, poi si riprende il gioco; la sconfitta avviene solo per esaurimento del tempo.
Sopra le mensole si possono trovare oggetti contundenti di vari tipi da far cadere su Tom per metterlo temporaneamente fuori combattimento. Le bucce di banana sono invece trappole, che una volta fatte cadere fanno scivolare via Tom quando passa. Certi oggetti unici, ad esempio il televisore, si possono attivare per distrarre Tom e renderlo temporaneamente innocuo. Alcuni elementi dello scenario elastici, come i divani, si possono utilizzare come trampolini per saltare ripetutamente sempre più in alto.
Le stanze sono collegate tra loro da alcune tane di topo nelle pareti. Quando ci si entra c'è una breve fase tridimensionale di attraversamento del cunicolo: si deve controllare Jerry visto di spalle mentre corre continuamente in avanti, spostandolo a destra e sinistra e saltando per evitare esplosivi che fanno perdere tempo e per raccogliere formaggi extra che fanno guadagnare tempo.
Nella versione Tom & Jerry 2 le stanze sono quattro e hanno struttura e aspetto estetico modificati, mentre Tom e Jerry restano uguali. I tipi di oggetti utilizzabili sono diversi, ad esempio al posto delle banane ci sono pattini, e sono presenti contenitori di inchiostro speciale che rendono Jerry temporaneamente invisibile.